# 제40회 미국 감독 조합상
제40회 미국 감독 조합상은 1987년 뛰어난 활동을 보인 영화 감독을 기리기 위해 1988년 3월에 열린 시상식이다. 뉴욕, Beverly Hilton Hotel에서 개최되었다.

## 수상 및 후보

### 감독상(영화부문)
- 마지막 황제 - 베르나르도 베르톨루치 수상

### 감독상(다큐멘터리부문)
- Elena Mannes 수상

### 공로상
- 로버트 와이즈 수상

### 명예상
- Michael H. Franklin 수상

### 로버트 B. 알드리치 상
- 쉘든 레너드 수상

### 프랑크 카프라 상
- Alex Hapsas 수상